# Secretaría de Agricultura y Desarrollo Rural

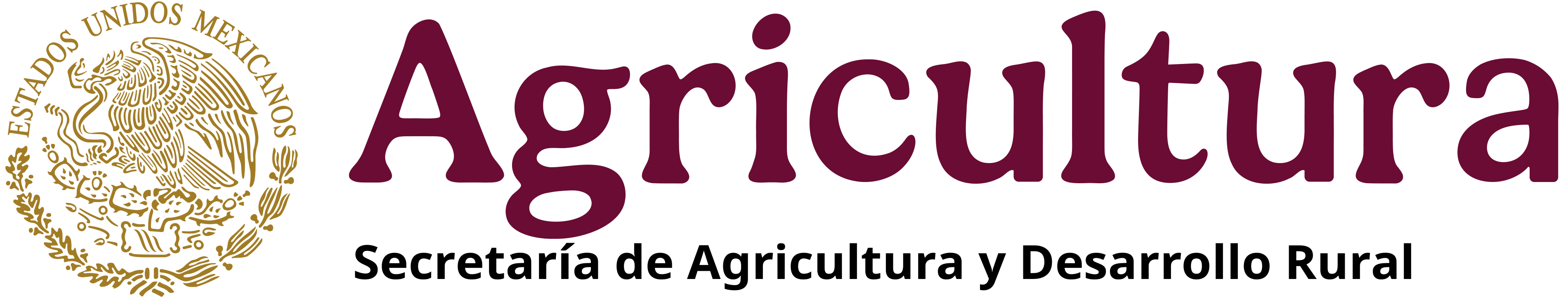
SADER

Das Secretaría de Agricultura y Desarrollo Rural (SADER) ist das politische „Sekretariat (der Regierung) für Ackerbau, Viehzucht, Landentwicklung, Fischfang und Ernährung“ in Mexiko, vergleichbar mit einem Landwirtschaftsministerium.
Das ursprünglich als „Sekretariat für Ackerbau und Förderung“ (Secretaría de Agricultura y Fomento) gegründete Sekretariat wurde 1946 zum Secretaría de Agricultura y Ganadería erweitert. Mit der Zusammenlegung mit dem 1947 gegründeten Secretaría de Recursos Hidráulicos im Jahr 1976 durch Präsident José López Portillo kam das Aufgabengebiet der landwirtschaftlichen Bewässerung hinzu und das Sekretariat trug bis 1994 dann den Namen Secretaría de Agricultura y Recursos Hidraúlicos. Ab 1994 hieß das Sekretariat Secretaría de Agricultura, Ganadería y Desarrollo Rural und seit 2000 trägt es seinen heutigen Namen.
Es gibt drei Untersekretariate (Subsecretarías) für „Landwirtschaft“ (Agricultura), „Landentwicklung“ und „Förderung der Agrarwirtschaft“ (Fomento a los Agronegocios) sowie die Generalkoordinierungsstelle für Viehzucht (Coordinación General de Ganadería).

## Bisherige Sekretäre
Das Amt eines „Secretario“ / einer „Secretaria“ der Regierung in Mexiko ist vergleichbar mit dem eines Ministers einer Staatsregierung. 
| Amtsinhaber                                                                               | Amtszeit                                         | Präsident                                        | Zeitraum                                         |
| Secretario / Secretaria de Agricultura y Fomento                                          | Secretario / Secretaria de Agricultura y Fomento | Secretario / Secretaria de Agricultura y Fomento | Secretario / Secretaria de Agricultura y Fomento |
| ----------------------------------------------------------------------------------------- | ------------------------------------------------ | ------------------------------------------------ | ------------------------------------------------ |
| Pastor Rouaix                                                                             | 1917–1920                                        | Venustiano Carranza                              | 1917–1920                                        |
| Antonio I. Villarreal                                                                     | 1920                                             | Adolfo de la Huerta                              | 1920                                             |
| Antonio I. Villarreal                                                                     | 1920–1924                                        | Álvaro Obregón                                   | 1920–1924                                        |
| Ramón P. de Negri                                                                         | 1924                                             | Álvaro Obregón                                   | 1920–1924                                        |
| Luis L. León                                                                              | 1924–1928                                        | Plutarco Elías Calles                            | 1924–1928                                        |
| Marte R. Gómez                                                                            | 1928–1930                                        | Emilio Portes Gil                                | 1928–1930                                        |
| Manuel Pérez Treviño                                                                      | 1930–1931                                        | Pascual Ortiz Rubio                              | 1930–1932                                        |
| Saturnino Cedillo                                                                         | 1931                                             | Pascual Ortiz Rubio                              | 1930–1932                                        |
| Francisco S. Elías                                                                        | 1931–1932                                        | Pascual Ortiz Rubio                              | 1930–1932                                        |
| Francisco S. Elías                                                                        | 1932–1934                                        | Abelardo L. Rodríguez                            | 1932–1934                                        |
| Tomás Garrido Canabal                                                                     | 1934–1935                                        | Lázaro Cárdenas del Río                          | 1934–1940                                        |
| Saturnino Cedillo                                                                         | 1935–1937                                        | Lázaro Cárdenas del Río                          | 1934–1940                                        |
| José E. Parrés                                                                            | 1937–1940                                        | Lázaro Cárdenas del Río                          | 1934–1940                                        |
| Marte R. Gómez                                                                            | 1940–1946                                        | Manuel Ávila Camacho                             | 1940–1946                                        |
| Secretario / Secretaria de Agricultura y Fomento                                          |                                                  |                                                  |                                                  |
| Nazario S. Ortíz Garza                                                                    | 1946–1952                                        | Miguel Alemán Valdés                             | 1946–1952                                        |
| Gilberto Flores Muñoz                                                                     | 1952–1958                                        | Adolfo Ruiz Cortines                             | 1952–1958                                        |
| Julián Rodríguez Adame                                                                    | 1958–1964                                        | Adolfo López Mateos                              | 1958–1964                                        |
| Manuel Bernardo Aguirre                                                                   | 1970                                             | Gustavo Díaz Ordaz                               | 1964–1970                                        |
| Juan Gil Preciado                                                                         | 1964–1970                                        | Gustavo Díaz Ordaz                               | 1964–1970                                        |
| Manuel Bernardo Aguirre                                                                   | 1970–1974                                        | Luis Echeverría                                  | 1970–1976                                        |
| Oscar Brauer Herrera                                                                      | 1974–1976                                        | Luis Echeverría                                  | 1970–1976                                        |
| Secretario / Secretaria de Agricultura y Recursos Hidraúlicos                             |                                                  |                                                  |                                                  |
| Francisco Merino Rábago                                                                   | 1976–1982                                        | José López Portillo                              | 1976–1982                                        |
| Horacio García Aguilar                                                                    | 1982–1984                                        | Miguel de la Madrid                              | 1982–1988                                        |
| Eduardo Pesqueira Olea                                                                    | 1984–1988                                        | Miguel de la Madrid                              | 1982–1988                                        |
| Jorge de la Vega Domínguez                                                                | 1988–1990                                        | Carlos Salinas de Gortari                        | 1988–1994                                        |
| Carlos Hank González                                                                      | 1990–1994                                        | Carlos Salinas de Gortari                        | 1988–1994                                        |
| Secretario / Secretaria de Agricultura, Ganadería y Desarrollo Rural                      |                                                  |                                                  |                                                  |
| Arturo Warman                                                                             | 1994–1995                                        | Ernesto Zedillo                                  | 1994–2000                                        |
| Francisco Labastida Ochoa                                                                 | 1995–1998                                        | Ernesto Zedillo                                  | 1994–2000                                        |
| Romárico Arroyo                                                                           | 1998–2000                                        | Ernesto Zedillo                                  | 1994–2000                                        |
| Secretario / Secretaria de Agricultura, Ganadería, Desarrollo Rural, Pesca y Alimentación |                                                  |                                                  |                                                  |
| Javier Usabiaga Arroyo                                                                    | 2000–2005                                        | Vicente Fox                                      | 2000–2006                                        |
| Francisco Mayorga Castañeda                                                               | 2005–2006                                        | Vicente Fox                                      | 2000–2006                                        |
| Alberto Cárdenas Jiménez                                                                  | 2006–2009                                        | Felipe Calderón Hinojosa                         | 2006–2012                                        |
| Francisco Mayorga Castañeda                                                               | 2009–2012                                        | Felipe Calderón Hinojosa                         | 2006–2012                                        |
| Enrique Martínez y Martínez                                                               | 2012–2015                                        | Enrique Peña Nieto                               | 2012–2018                                        |
| José Calzada Rovirosa                                                                     | 2015–2018                                        | Enrique Peña Nieto                               | 2012–2018                                        |
| Baltazar Hinojosa Ochoa                                                                   | 2018                                             | Enrique Peña Nieto                               | 2012–2018                                        |
| Victor Villalobos Arámbula                                                                | 2018–                                            | Andrés Manuel López Obrador                      | 2018–                                            |